# Regina Múzquiz
Regina Múzquiz Vicente-Arche (Bilbao, 1956 - Madrid, 22 de abril de 2020) fue una farmacéutica española. Desde 2016, y hasta su fallecimiento, era directora general de la Asociación Española de Biosimilares (BioSim).

## Biografía
Nacida en Bilbao, se licenció en Farmacia en la Universidad Complutense de Madrid, especializándose en Análisis Clínicos (1974-1981). Tras diplomarse en Sanidad, sacó el número uno en las oposiciones al Cuerpo de Farmacéuticos de Sanidad Nacional y al Cuerpo Sanitario de la Administración de la Seguridad Social. 
Comenzó su actividad profesional en Logroño, a través de la Inspección de Farmacia del Instituto Nacional de la Salud (INSALUD) (1984-1992), y después como Subdirectora del Área Médica del Complejo Hospitalario San Millán-San Pedro (1993-1996). Posteriormente regresó a Madrid, al ser nombrada Subdirectora General de la Secretaría del Consejo Interterritorial del Sistema Nacional de Salud en el Ministerio de Sanidad (1996-2000), desde donde procedió a completar los traspasos de competencias en materia sanitaria de las comunidades autónomas, y posteriormente fue Directora General de Relaciones Institucionales y Alta Inspección (junio de 2000-enero de 2002).
Tras los atentados terrorristas del 11 de septiembre de 2001, la ministra de Sanidad, Celia Villalobos, nombró a Regina Múzquiz coordinadora de los recursos del Ministerio de Sanidad en relación con la situación de alerta de ese momento.
También trabajó en la empresa privada. Fue vicepresidenta ejecutiva de Sanofi Aventis (2002-2004) y Directora de Relaciones Institucionales de Sanofi (2002-2010) y de PharmaMar (2010-2016).
En septiembre de 2016 fue nombrada Directora General de la Asociación Española de Biosimilares (BioSim), cargo que ocupó hasta su fallecimiento. BioSim es una organización independiente que engloba a quince empresas del sector: Accord Biopharmaceuticals, Boehringer Ingelheim, Cinfa, Gedeon Richter Ltd., Kern Pharma, Eli Lilly & Co., mAbxience, Merck, Mylan, Novartis, ROVI Pharmaceutical Company, Sandoz Farmacéutica S.A. (Novartis), Sanofi, Laboratorio farmacéutico Stada y Teva. Su labor al frente de BioSim, además de trasladarse a una nueva sede distinta de la Asociación Española de Medicamentos Genéricos (AESEG), supuso que el medicamento biosimilar pasara de ser un absoluto desconocido a formar parte de los recursos empleados habitualmente por el Sistema Nacional de Salud, y por tanto, conocido por los pacientes.
Aficionada al rock, era fan de Loquillo.
Regina falleció en Madrid, como consecuencia de una larga enfermedad, que padecía desde hacía varios años.